# Vadtjärnen
Vadtjärnen är en sjö i Söderhamns kommun i Hälsingland och ingår i Norralaån-Ljusnans kustområde. Sjön har en area på 0,0675 kvadratkilometer och ligger 8,4 meter över havet.

## Delavrinningsområde
Vadtjärnen ingår i det delavrinningsområde (679804-157005) som SMHI kallar för Rinner mot Söderhamnsfjärden. Medelhöjden är 21 meter över havet och ytan är 9,67 kvadratkilometer. Det finns inga avrinningsområden uppströms utan avrinningsområdet är högsta punkten. Avrinningsområdets utflöde mynnar i havet, utan att ha någon enskild mynningsplats. Avrinningsområdet består mestadels av skog (41 procent). Avrinningsområdet har 0,35 kvadratkilometer vattenytor vilket ger det en sjöprocent på 3,7 procent. Bebyggelsen i området täcker en yta av 5,04 kvadratkilometer eller 52 procent av avrinningsområdet.